# Diospyros castanea
Diospyros castanea là một loài thực vật có hoa trong họ Thị. Loài này được (Craib) Fletcher mô tả khoa học đầu tiên năm 1937.

## Hình ảnh

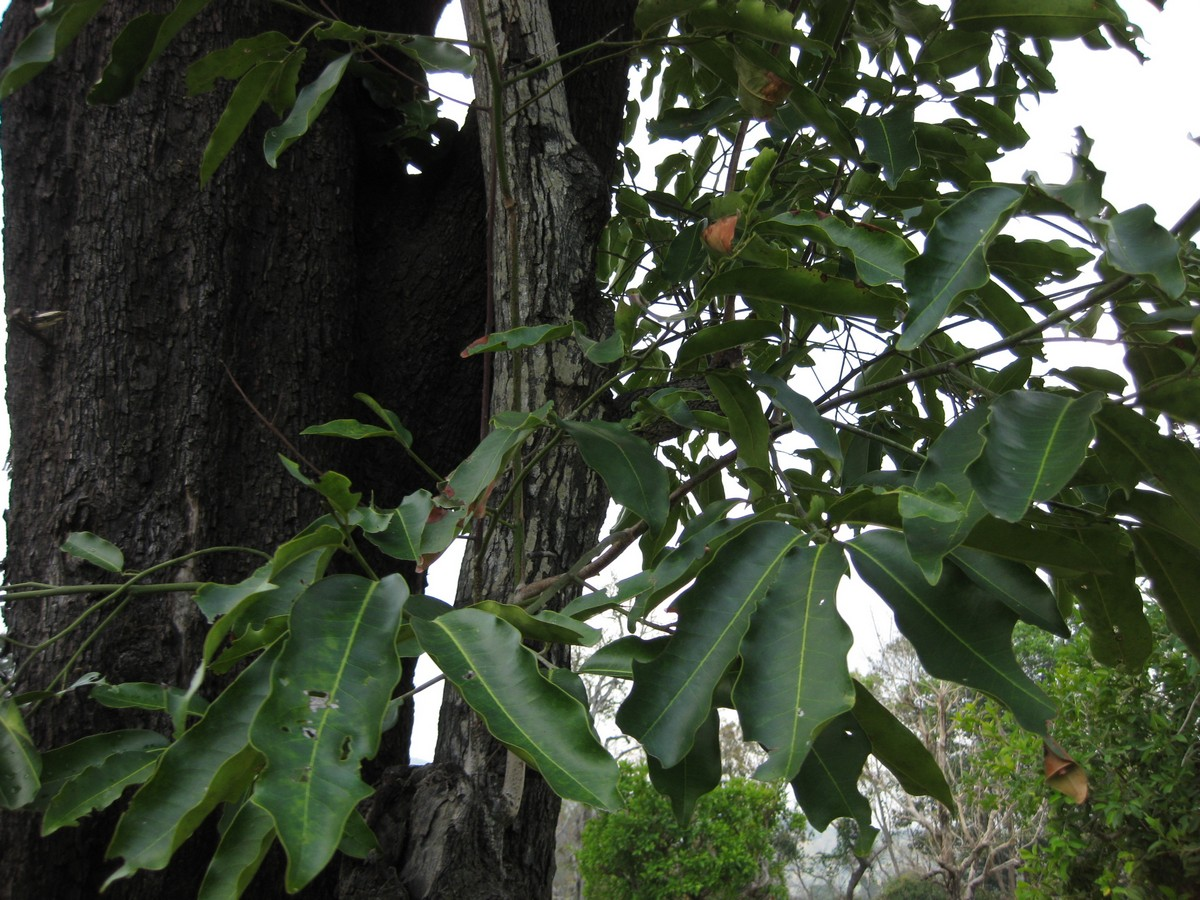
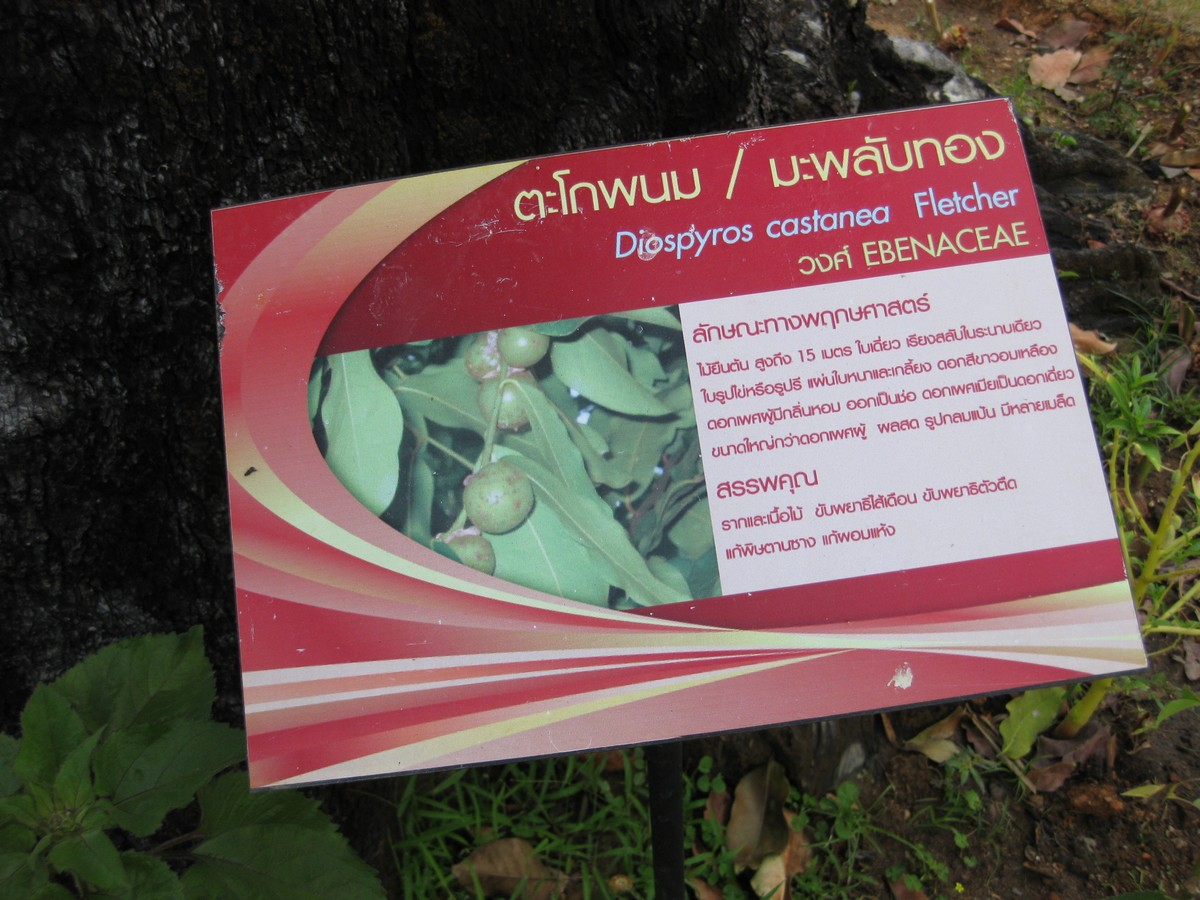